# Drinkin' and Courtin'
Drinkin' and Courtin' er et album fra The Dubliners udgivet i 1968.
De medvirkende er Ronnie Drew, Luke Kelly, Barney McKenna, Ciaran Bourke og John Sheahan.
Albummet nåede nr. 31 på UK Albums Chart i 1968.
To af numrene er instrumentalnumre, og fem af dem er humoristiske.
Albummet blev genudgivet i 1971 og 1974 under navnet I Know My Love.

## Spor[2]

### Side Et
1. "Dirty Old Town"
2. "Quare Bungle Rye"
3. "Peggy Gordon"
4. "Rattling Roaring Willie"
5. "Carolan's Concerto" (instrumental)
6. "The Herring"
7. "The Parting Glass"

### Side To
1. "Maids When You're Young Never Wed an Old Man"
2. "Gentleman Soldier"
3. "Hand Me Down Me Petticoat"
4. "Flop Eared Mule (Donkey Reel)" (instrumental)
5. "I Know My Love"
6. "Mrs. McGrath"
7. "Maid of the Sweet Brown Knowe"
8. "My Little Son"